# Факультет журналистики (команда КВН)
«Факультет журналистики» — петербургская команда КВН. Серебряные призёры Премьер-лиги сезона-2011. Серебряные призёры Высшей лиги сезона-2012.

## История
Достижения в различных лигах КВН:
- 2008 — вице-чемпионы Рязанской лиги МС КВН
- 2009 — финалисты Краснодарской лиги МС КВН
- 2010 — вице-чемпионы Первой лиги МС КВН
- 2011 — вице-чемпионы Премьер-лиги КВН
- 2012 — вице-чемпионы Высшей лиги КВН

В 2008 году команда была создана второкурсниками факультета журналистики СПбГУ, называлась «Вообще не смешно» и участвовала в городских лигах Санкт-Петербурга. После приглашения на фестиваль КВН в Сочи (2008) название сменили на «Факультет журналистики». Под кураторством Давида Кочарова (ВТУ) и Аркадия Водахова («Простофилы») команда попала в Премьер-лигу КВН и в 2011 году дебютировала на Первом канале. «Факультет журналистики» вышел в финал сезона, где разделил второе место с командой «Сега Мега Драйв 16 бит». По решению председателя жюри Константина Эрнста, оба вице-чемпиона были приглашены в Высшую лигу КВН.

### Сезон 2012 года
По итогам игры 1/8 финала Высшей лиги команда не сумела занять высокое место и прошла в 1/4 финала лишь путём добора. В четвертьфинале ситуация повторилась: «Факультет журналистики» попал в полуфинал также после добора команд. В полуфинале команде удалось обыграть Сборную Камызякского края и вместе с командой «Город ПятигорскЪ» пройти в финал. В конкурсе СТЭМ принимал участие Никита Джигурда. В финале сезона игроки разделили второе место с «Городом ПятигорскЪ», набрав с ними одинаковое количество баллов.

### Сезон 2013 года
В 1/8 финала заняли третье место и вышли в четвертьфинал. По результатам игры дальше пройти не смогли и были приняты в полуфинал по решению Александра Маслякова. В полуфинале в конкурсе СТЭМ за команду выступил Михаил Задорнов. «Факультет журналистики» разделил последнее, четвёртое, место с командой «Раисы» и не вышел в финал лиги.
В 2016 году капитан команды Сергей Ильин признался, что после 7 лет выступлений игроки устали, стали «несмешными» и приняли решение завершить карьеру в КВН.

## Состав команды
- Сергей Ильин (капитан команды). В н. в. — телесценарист[5].
- Ирина Чеснокова. Позже — актриса сериалов «Однажды в России», «#Sтуденты», «Гражданский брак».
- Александра Кузнецова. Участница шоу «Голос», основатель музыкальных групп «ШураBand», «Шура Кузнецова»[6].
- Марис Кузьмин
- Рустем Имамиев
- Михаил Колесников
- Александр Абдуллаев
- Евгений Толстых
- Юлия Илатовская (администратор команды)